# Shimeji
Shimeji (シメジ, 占地,:湿地) est le nom japonais natif pour désigner : 

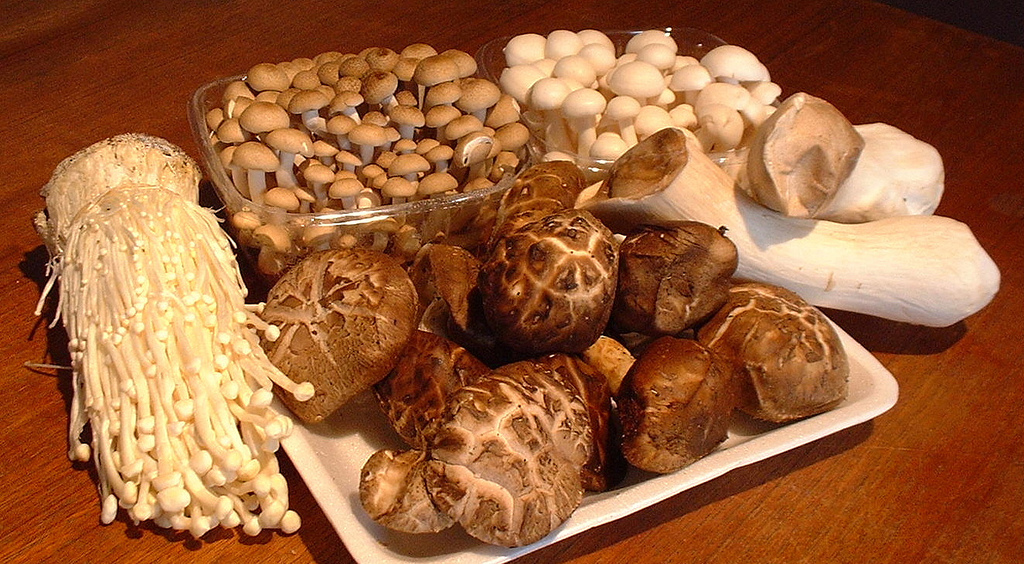
Champignons cultivés communs au Japon, dans le sens des aiguilles d'une montre depuis la gauche : énokidaké Flammulina velutipes, Hypsizygus tessellatus buna-shimeji, bunapi-shimeji, éringi Pleurote du Panicaut et Shii-také Lentinula edodes (devant).

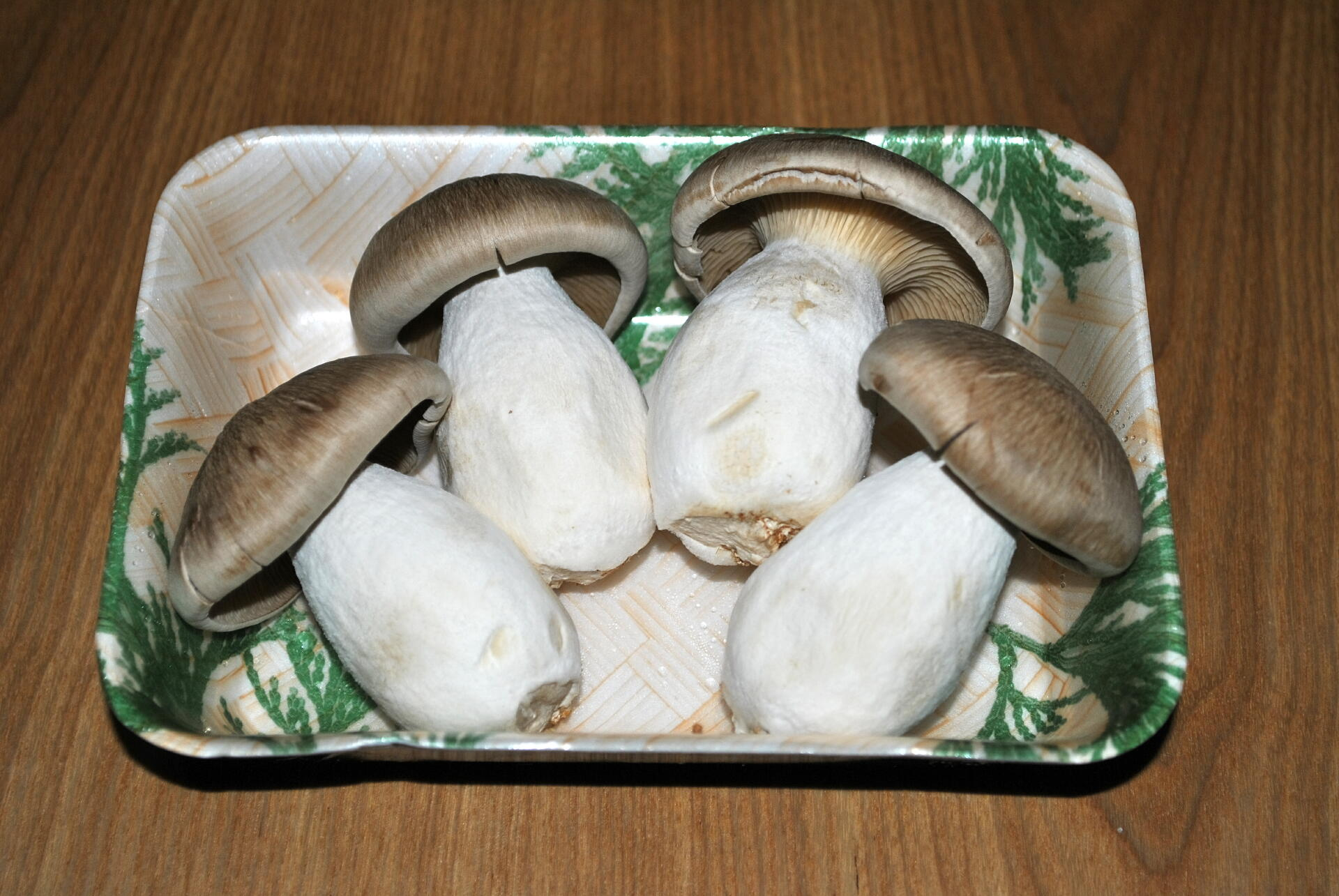
Lyophyllum shimeji de culture

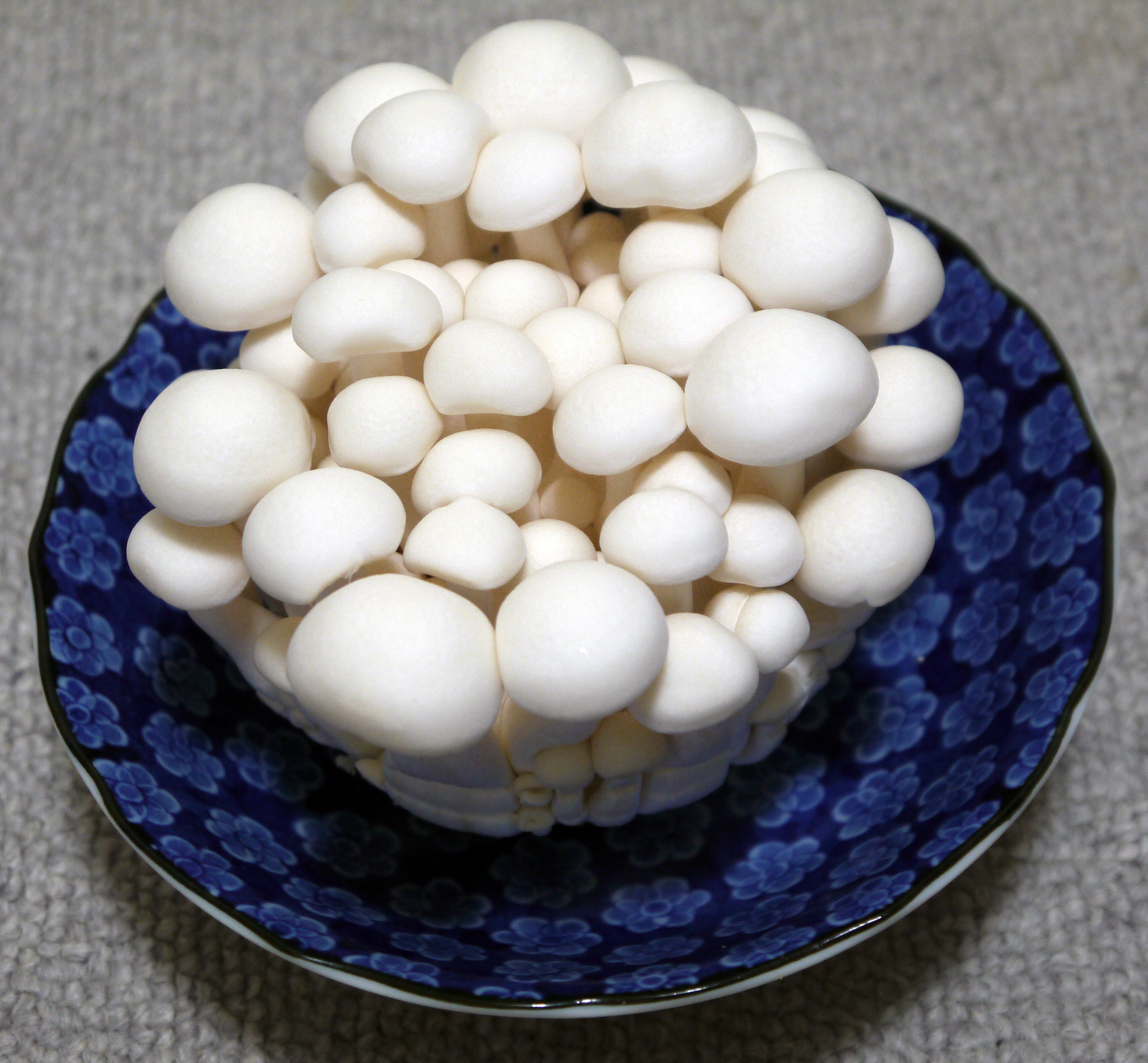
Bunapi (Hokto Corp.)

1. au sens strict, une espèce de champignon endémique, le hon-shimeji. Lyophyllum shimeji (Kawamura) Hongo[1] ;
2. au sens large, un groupe de champignons comestibles appréciés en Asie de l'Est, mais que l'on récolte également dans les bois en Europe sous différents noms de genre : Tricholoma, Lepista et Lyophyllum[2], Hypsizygus.

Le chef de file de ce label gastronomique est le Hon-shimeji. Cette espèce appartient à la trinité des meilleurs champignons de la gastronomie japonaise, avec le matsutaké et le shiitaké. Si la primauté est concédée au matsutaké pour sa fragrance, L. shimeji est généralement considéré comme le plus savoureux de tous les champignons.

## Habitat et description (à l'état sauvage)
Le Lyophyllum shimeji vient à terre, solitaire ou grégaire et alors en lignes ou en cercles.
Son chapeau mesure de 2 à 8 cm de diamètre, hémisphérique puis étalé, à cuticule d'un gris plus ou moins clair (blanchi à la lumière en vieillissant), à brunâtre et marge enroulée. La chair est blanche, ferme, douce. Les lames sont serrées, blanches à jaunâtre ou grisâtre, émarginées à l'insertion sur le pied, ou adnées-décurrentes.
Son pied, de couleur blanche, est de 4 à 10 cm de hauteur et de 0,5 - 3 cm d'épaisseur. Il est généralement épaissi à la base.
La sporée est blanche. Les spores arrondies et hyalines mesurant entre 4 et 6 µm.
Le shimeji est un champignon mycorhizique difficile à cultiver.

## Étymologie et taxonomie
Il y a deux interprétations différentes (homophones) pour ce terme collectif japonais désignant les tricholomes et les lyophyllae. Pour certains savants, il signifierait « qui occupe le terrain » et doit s'écrire 占地, pour d'autres il veut dire « sol mouillé » et se transcrit donc 湿地 en kanjis.
Quelle que soit la bonne étymologie, le terme phonétique shiméji シメジ était à l'origine appliqué par les ramasseurs au tricholome agrégé (Lyophyllum aggregatum) avant de devenir un terme collectif pour les espèces du genre Tricholoma au sens large. On le retrouvera donc souvent combiné à une épithète, comme « Shiméji à mille tiges pour Lyophyllum fumosum (cinerascens), « shiméji blanc » pour Tricholoma album, « shiméji jaune » pour T. flavovirens, et « shiméji violet » pour T. nudum (Lepista).

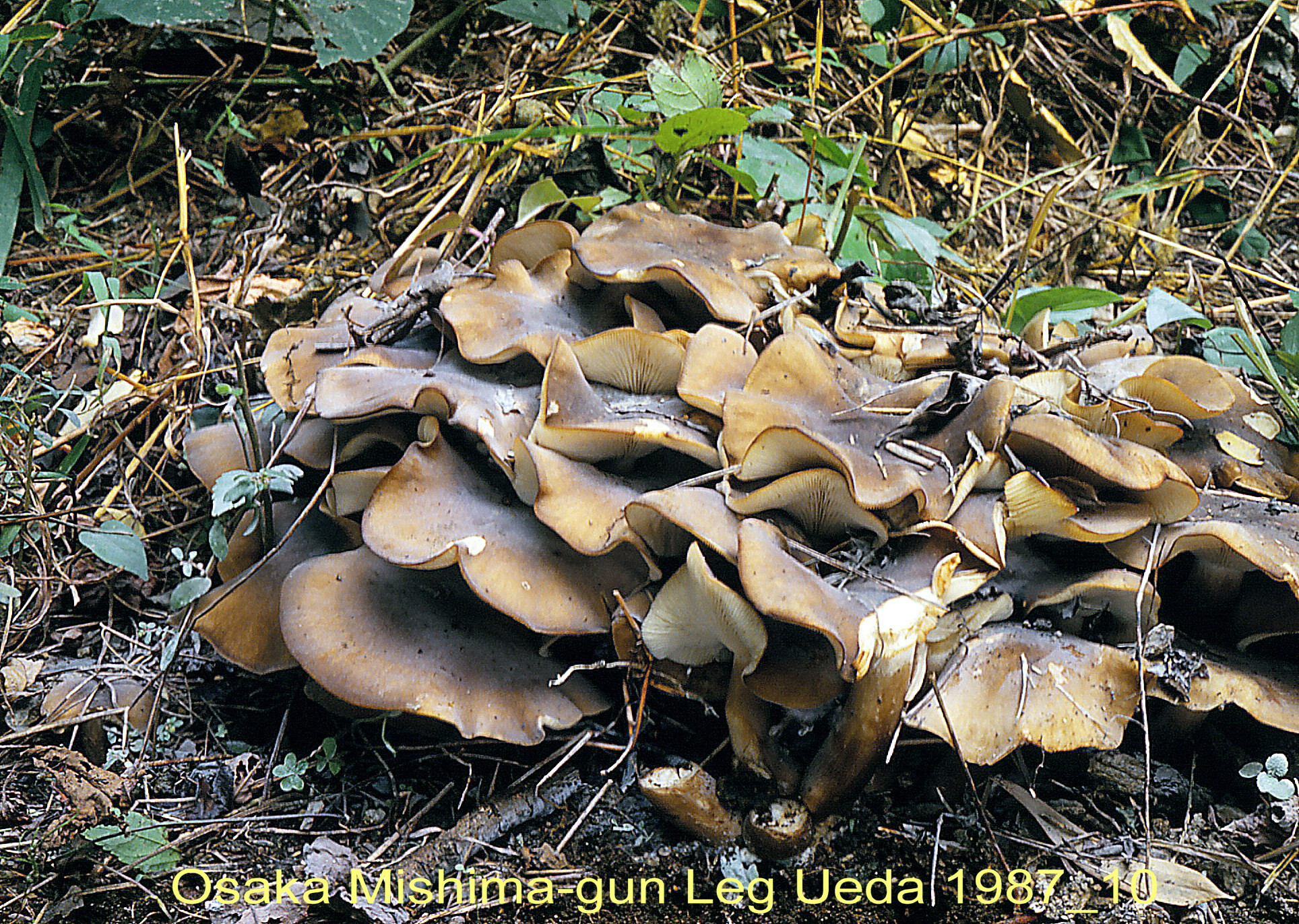
Lyophyllum aggregatum = decastes ハタケシメジ　Hataké-shiméji, Osaka

Hon shiméji 本占地、ホンシメジ « Vrai Shiméji ». Rokuya Imazeki a choisi ce nom en remplacement de shimeji, ce dernier terme étant source de confusion avec le sens collectif de Lyophyllum aggregatum et L. cinerascens, confusion aggravée par l'arrivée du Buna-shiméji (Hypsizygus tessulatus) sur le marché des espèces cultivées.
Enfin, il faut ajouter les noms vernaculaires synonymes en usage dans les départements de Hyôgo et Niigata : Daikoku-shiméji 大黒占地、ダイコク・シメジ. Daikoku est l'un des fameux sept Dieux du Bonheur, habituellement représenté comme gras et ventripotent, comme le pied ventru du champignon.

## Espèces cultivées
Plusieurs espèces sont vendues en tant que shimeji, qui sont toutes saprophytes excepté le vrai shimeji, Lyophyllum shimeji.

### Mycorhize

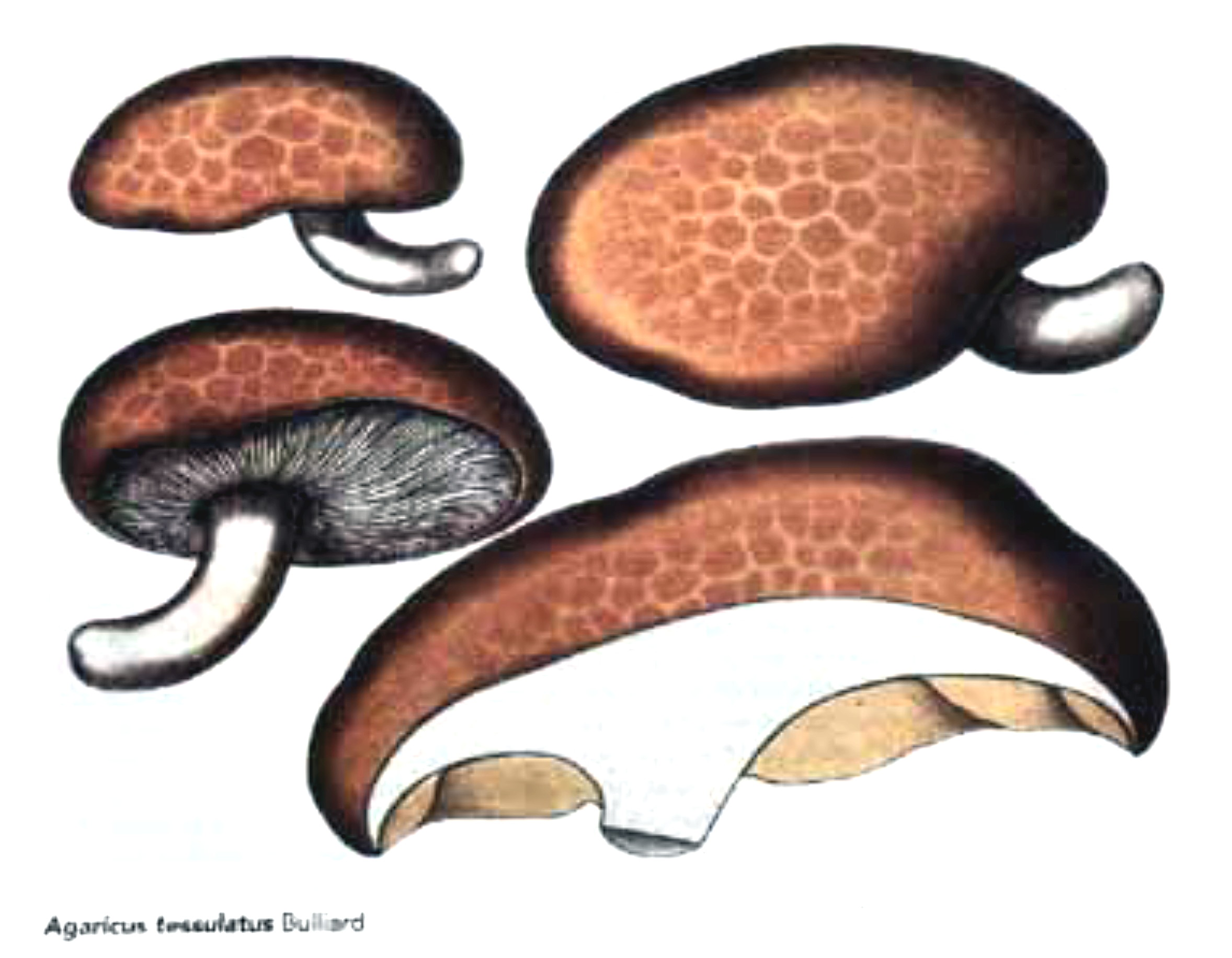
Buna shiméji 1791 France sub nom (Basionymus) Agaricus tessulatus.

Hon-shimeji (ja:ホンシメジ), Lyophyllum shimeji. La méthode de production de ces champignons est l'objet de brevets par certains groupes industriels, et est disponible auprès de certains producteurs japonais,.

### Saprophytes
- Buna-shimeji (ja:ブナシメジ lit. shimeji du hêtre), Hypsizygus tessellatus[12]. Champignon décrit et peint par le mycologue français Pierre Bulliard en 1791[13]
- Hypsizygus marmoreus est un synonyme postérieur de Hypsizygus tessellatus.

### Description des récoltes italiennes et canadiennes (sauvages)
- Chapeau 4-12 cm, convexe puis étalé, humide, glabre, lisse, distinctement tessellé et guttulé par l'humidité au centre ou vers la marge, hygrophane, blanchâtre à chamois, crème rosâtre à brunâtre.
- Lames adnées à sinuées, avec des filets sur le haut du pied, larges, interveinées, serrées à subespacées, intercalées de lamellules, subconcolores au chapeau.
- Sporée blanchâtre. Spores globuleuses à subglobuleuses, lisses, hyalines, non amyloïdes, 4-5(6) X 3,5-4,5 µm.
- Chair ferme et épaisse, mais tendre, blanche sordescente à chamois rosâtre, odeur agréable, légèrement anisée ou fruitée, saveur douce et fongique.
- Pied 4-15 X 0,4-2 cm, parfois excentré, subégal, parfois radicant, souvent courbe, très ferme, plein, pruine blanche à l'apex, lisse vers la base, blanchâtre.
- Assez rare en Europe, vient en touffes denses sur bois vivant ou pourri de feuillus, en été-automne.
- Au Canada, surtout sur peupliers et érables à sucre, ou parfois sur bouleaux.

### Variétés cultivées au Japon
Il s'agit d'un excellent comestible, cultivé à grande échelle au Japon depuis 1972 sous le nom de Bouna-shimédji.
La culture du Buna-shimeji a été brevetée par Takara Shuzo Co., Ltd. en 1972 en tant que « hon-shimeji » et la production industrielle de ce champignon a commencé en 1973 au Japon. De nos jours, plusieurs sous-espèces sont cultivées et vendues fraîches sur les marchés.
- Bunapi-shimeji (ja:ブナピー) a été sélectionné parmi des buna-shimeji exposés massivement à des rayons UV (hokuto #8 x hokuto #12) et la sous-espèce a été brevetée en tant que hokuto shiro #1 par la Hokto Corporation[15].
- Hataké-shiméji (ja:ハタケシメジ), Lyophyllum decastes
- Shiro-tamogidaké (ja:シロタモギダケ), Hypsizigus ulmarius

Ces deux espèces sont parfois aussi vendues sous le vocable hon-shimeji.
- Velvet pioppino (alias Velvet pioppini, Black poplar mushroom, chinois : 茶樹菇), Agrocybe aegerita.

## Cuisine
Le véritable shiméji du Japon est réputé pour sa saveur agréable, qu'il communique au plat à la cuisson. Les shimeji de culture sont riches en composants gustatifs dits umami tels que la guanosine monophosphate, l'acide glutamique, et l'acide aspartique.
Les shimeji devraient toujours être consommés cuits car crus, ils présentent une amertume qui disparaît à la cuisson. La texture une fois cuite est ferme et légèrement croquante ; un goût de noix s'en dégage. De plus, la digestion est facilitée par la cuisson. Les shimeji sont utilisés dans des soupes, des ragoûts, des plats sautés et dans les sauces. Cuits seuls, les shimeji peuvent être sautés entiers, soit de manière courte à haute température, soit à basse température pendant un temps plus long avec un peu d'huile.